# Ebru Ceylan (actrice)
Pour les articles homonymes, voir Ebru Ceylan et Ceylan.
Ebru Ceylan, ou Ebru Yapıcı avant son mariage, est une photographe, scénariste, réalisatrice, directrice artistique et actrice turque, née en 1976 à Ankara.
Elle est mariée au cinéaste Nuri Bilge Ceylan, avec qui elle a collaboré sur plusieurs films, comme coscénariste, directrice artistique ou actrice. Elle a aussi réalisé plusieurs courts métrages.

## Filmographie

### Comme scénariste
- 1998 : Kiyida / On the Edge (court métrage) d'elle-même
- 2008 : Les Trois Singes (Üç Maymun) de Nuri Bilge Ceylan
- 2011 : Il était une fois en Anatolie (Bir Zamanlar Anadolu'da) de Nuri Bilge Ceylan
- 2014 : Winter Sleep (Kış Uykusu) de Nuri Bilge Ceylan
- 2018 : Le Poirier sauvage (Ahlat Agaci) de Nuri Bilge Ceylan

### Comme réalisatrice
- 1998 : Kiyida (court métrage)
- 1999 : Çukurda (court métrage)
- 2001 : Mamak Hi̇kayesİ (court métrage)

### Comme directrice artistique ou décoratrice
- 1998 : Kasaba de Nuri Bilge Ceylan - décoratrice
- 2002 : Uzak de Nuri Bilge Ceylan - directrice artistique
- 2006 : Les Climats (Iklimler) de Nuri Bilge Ceylan - directrice artistique
- 2008 : Les Trois Singes (Üç Maymun) de Nuri Bilge Ceylan - directrice artistique

### Comme actrice
- 2002 : Uzak de Nuri Bilge Ceylan
- 2006 : Les Climats (Iklimler) de Nuri Bilge Ceylan

### Autres
- 1998 : Kiyida (court métrage) d'elle-même - productrice, monteuse

## Distinctions

### Récompenses
- SIYAD Turkish Film Critics Association Award 2011 : meilleur scénario pour Il était une fois en Anatolie
- International Cinephile Society Awards 2015 : meilleur scénario d'adaptation pour Winter Sleep
- Italian Online Movie Awards : meilleur scénario d'adaptation pour Winter Sleep

### Nominations et sélections
- Festival de Cannes 1998 : sélection officielle, en compétition pour la Palme d'or du court métrage pour Kiyida
- Festival international du film de Kiev Molodist 1998 : en compétition pour le meilleur court métrage de fiction pour Kiyida
- Asia Pacific Screen Awards 2011 : meilleur scénario pour Il était une fois en Anatolie
- Prix du cinéma européen 2014 : meilleur scénariste européen pour Winter Sleep
- SIYAD Turkish Film Critics Association Award 2015 : meilleur scénario pour Winter Sleep